# Elysius thrailkilli
Elysius thrailkilli är en fjärilsart som beskrevs av William Schaus 1892. Elysius thrailkilli ingår i släktet Elysius och familjen björnspinnare. Inga underarter finns listade i Catalogue of Life.